# Sarangani (Davao del Sur)
Sarangani è una municipalità di quinta classe delle Filippine, situata nella Provincia di Davao Occidental, nella Regione del Davao.
Sarangani è formata da 12 baranggay:
- Batuganding
- Camahual
- Camalig
- Gomtago
- Konel
- Laker (Sarangani Sur)
- Lipol
- Mabila (Pob.)
- Patuco (Sarangani Norte)
- Tagen
- Tinina
- Tucal